# Localizzazione delle utenze

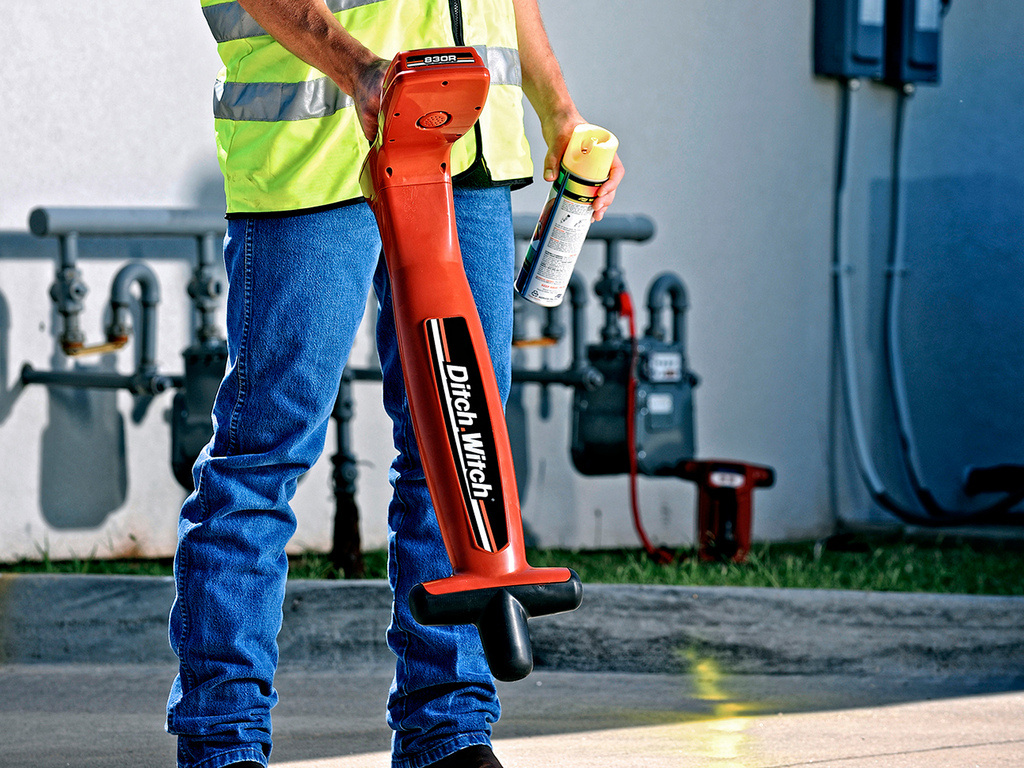
Mappatura delle utenze

Con localizzazione delle utenze si intende il processo per cui vengono individuate e contrassegnate le strutture interrate quali cavi o tubi per evitare l'interruzione di servizi elettrici, idraulici o di telecomunicazione in seguito a lavori sotterranei.

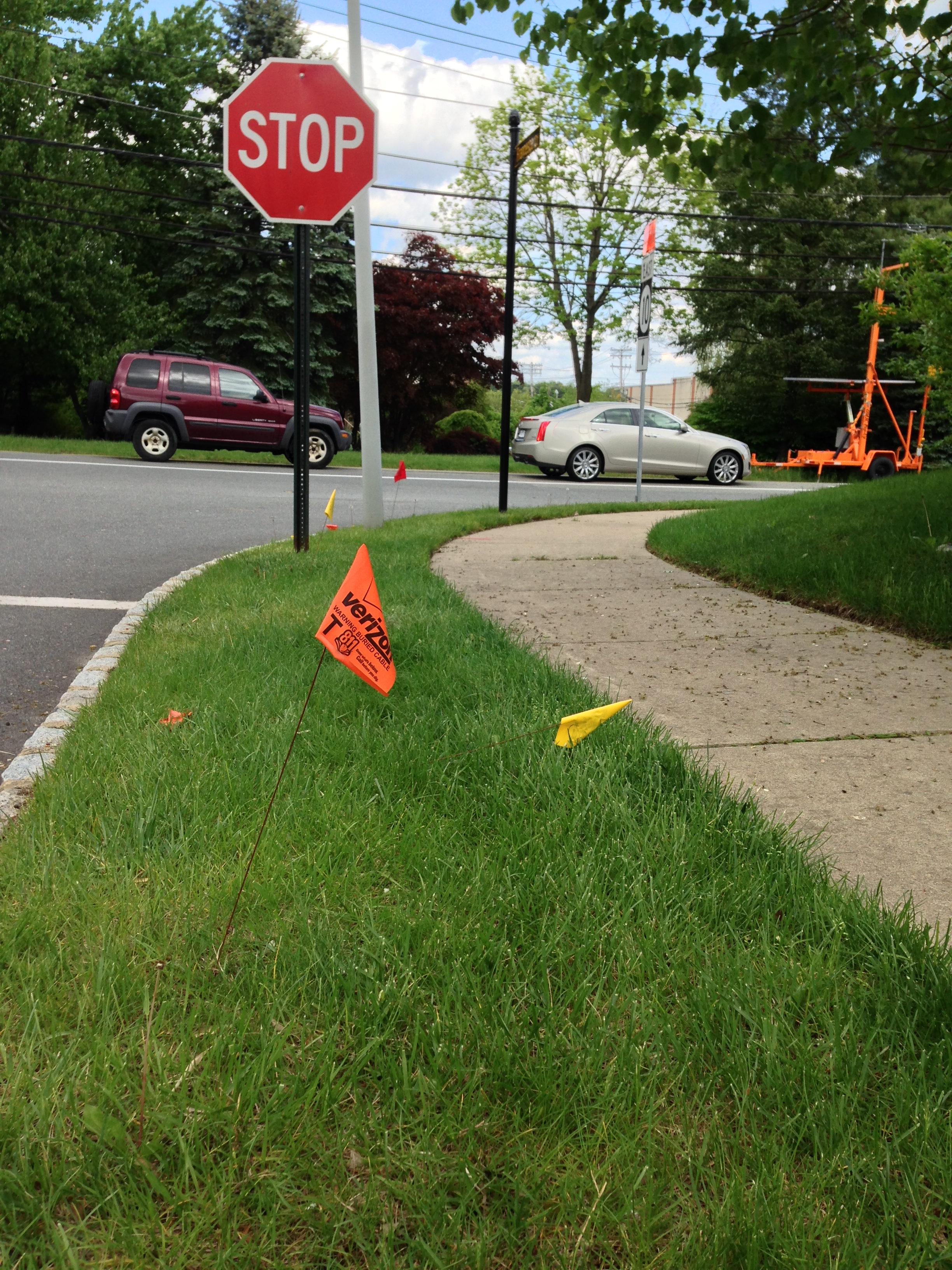
La bandierina arancione indica la presenza di un'utenza telefonica

Negli Stati Uniti d'America sono in vigore codici colore per indicare i vari tipi di utenze ed è in vigore il numero unico 811 per aiutare i cittadini nell'identificazione dei servizi sotterranei.